# Gạo tấm

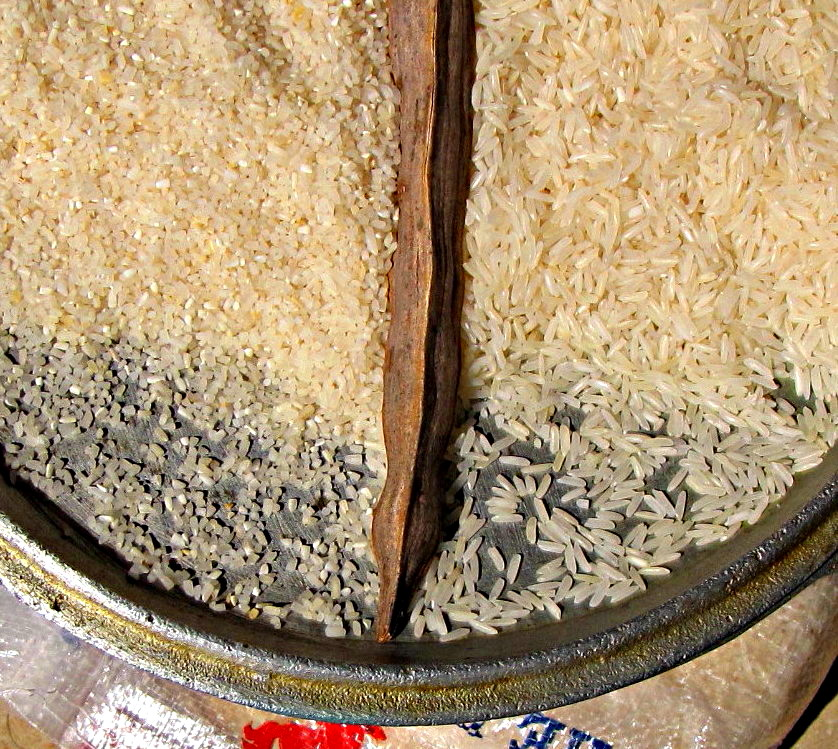
Trái, gạo tấm; phải, gạo nguyên hạt.

Gạo tấm là những mảnh vụn của gạo bị vỡ trên đồng lúa, khi phơi khô, khi vận chuyển hoặc khi xay sàng gạo. Máy móc sau đó sẽ phân tách những hạt gạo tấm khỏi gạo nguyên hạt và phân loại theo kích cỡ.
Gạo tấm là gạo bị vỡ, chứ không phải là gạo bị hỏng hay đột biến xấu; cho nên có thể sử dụng làm thực phẩm như bình thường. Dinh dưỡng của gạo tấm giống hệt thành phần dinh dưỡng của gạo nguyên hạt (nói cách khác, nếu phôi gạo và cám gạo còn nguyên, gạo tấm sẽ có thành phần dinh dưỡng tương tự như gạo lứt; còn không thì sẽ như gạo trắng).
Gạo tấm đã được sử dụng từ rất lâu.

## Xay sàng
Gạo tấm rơi ra từ máy tách trấu sẽ là gạo tấm lứt; rơi ra từ máy nghiền gạo có thể là gạo tấm trắng.
(Tấm là phần đầu của hạt gạo được máy say vô tình phá vỡ hạt gạo trong quá trình tách vỏ trấu. Khi chưa có máy sàng thì nông dân sẽ dùng 1 cái sàng thủ công để phân loại hạt gạo to và hạt gạo nhỏ-tấm. Khi có máy thì máy sẽ phân loại tự động. Tỉ lệ tấm trên gạo là rất nhỏ chỉ 5%. Hạt tấm là phần phôi của hạt lúa nên hàm lượng chất dinh dưỡng cao hơn hạt gạo. Ăn sẽ dễ ăn hơn. Và thường để nấu cháo cho trẻ em.)
Khi xay, Oryza sativa, thường được gọi là lúa châu Á, tạo ra khoảng 50% gạo nguyên hạt, khoảng 16% gạo tấm, 20% trấu, 14% cám và bột. Lúa châu Phi, Oryza glaberrima, có nhiều hạt vỡ hơn.

## Con người tiêu thụ

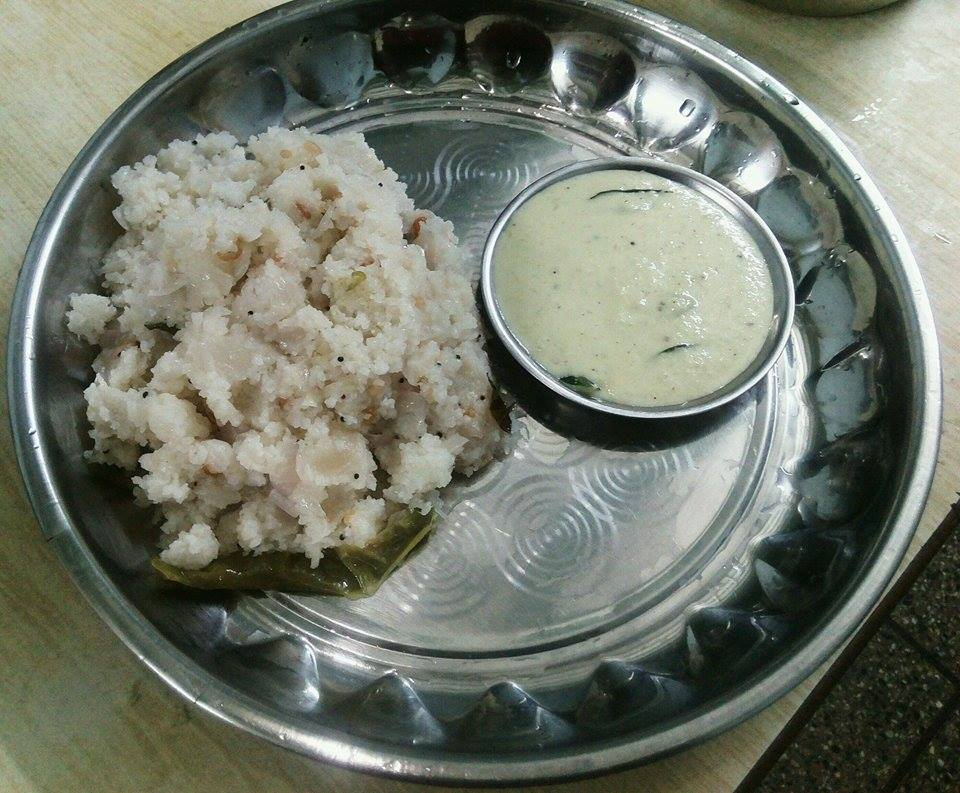
Một đĩa Upma, gạo tấm nấu với hành tây, ớt và gừng, và ăn cùng với chutney dừa, từ Ấn Độ.

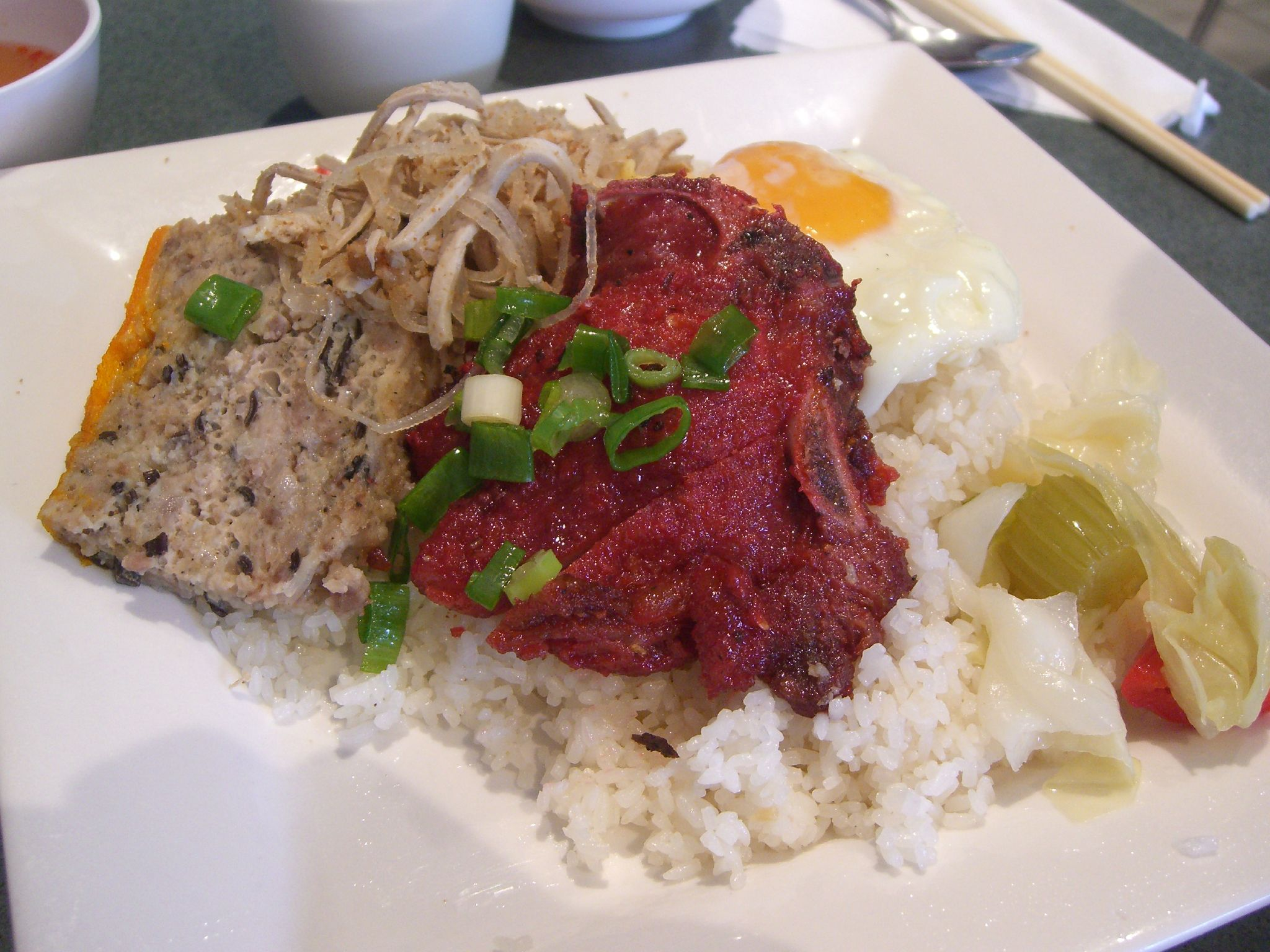
Cơm tấm với sườn, bì, chả, trứng, từ Việt Nam.

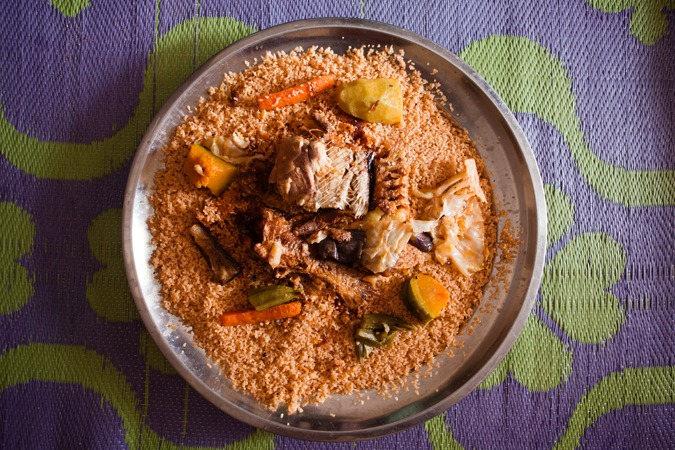
Món Thieboudienne từ Mauritanie, cùng với cơm tấm cà chua, cá và rau.

Do gạo tấm có nhiều kích cỡ và hình dạng khác nhau, nên khi ăn sẽ mềm hơn gạo nguyên hạt, và thấm vị dễ dàng hơn. Nó nấu nhanh hơn, bớt tốn nhiên liệu, và có thể dùng để nấu cháo - món ăn cần nhiều thời gian đun nấu.
Gạo tấm thường rẻ hơn, cho nên được những người dân thu nhập thấp ưa chuộng, nhưng nó cũng có thể được ăn như một món ăn bình thường bởi tất cả các tầng lớp, nhiều sách nấu ăn còn dạy cách làm gạo tấm từ gạo nguyên hạt.
Gạo tấm được tiêu thụ để làm các món ăn địa phương ở vùng Tây Phi (nơi trồng nhiều gạo châu Phi dễ vỡ), Thái Lan, Bangladesh và nhiều nơi khác tại Đông Nam Á. Tại Việt Nam, cơm tấm là một món ăn phổ biến, được nhiều người, bất kể thu nhập ưa chuộng. Thieboudienne là một món ăn phổ biến ở Tây Phi được làm từ gạo tấm.

## Sử dụng trong công nghiệp
Những hạt gạo tấm cỡ rất nhỏ được gọi là gạo ủ bia, do theo truyền thống, những người ủ bia thường dùng những hạt gạo này, tuy nhiên gạo tấm còn được bán cho nhiều người khác với những mục đích khác nhau. Ví dụ để làm thức ăn cho thú nuôi, cho gia súc, và cho hải sản.
 Gạo tấm còn được dùng để làm bột để giặt giũ hoặc nấu nướng, trong công nghiệp mỹ phẩm và da.